# 北海外环公路
北海外环公路（简称BORR）是位于马来西亚槟城北海的一条沿海高速公路，全长14公里（8.7英里），由北部的双溪赖（Sungai Dua）向南连接至北赖。

## 背景
北海外环公路的零公里处位于双溪赖交通枢纽。 在峇眼亚占（Bagan Ajam）公路服务区附近可以看到航运船只。北赖美嘉广场位于外环公路的南端入口。该高速公路为六车道路线，部分路段与联邦1号公路共线，旅客可由此往北至亚罗士打或往南至怡保等地。

## 特征
北海外环公路的显着特征具有横跨北赖河的北赖河大桥、麦隆河（Sungai Maklom）的麦隆桥以及罗甘河的罗甘桥。

## 收费
北海外环公路使用开放式收费系统。

### 电子道路收费系统
为缩短道路收费时间，该外环公路的北赖收费站和峇眼亚占收费站均使用电子道路收费系统，自2016年6月1日起一律以一触即通卡或SmartTAG精明卡付费。

### 收费率
该收费率于2015年10月15日上午6点开始生效。另外双溪育收费站虽然位于另一条支线，但归北海外环公路公司管理。
北赖收费站
| 级别 | 交通工具种类                          | 收费（令吉） |
| ---- | ------------------------------------- | ------------ |
| 0    | 摩托车、自行车或拥有2轮以下的交通工具 | 免费         |
| 1    | 拥有2轴与3或4轮的交通工具，除了计程车 | 1.50         |
| 2    | 拥有2轴与5或6轮的交通工具，除了巴士   | 3.00         |
| 3    | 拥有3轴或以上的交通工具               | 4.50         |
| 4    | 计程车                                | 0.80         |
| 5    | 巴士                                  | 1.20         |

峇眼亚占收费站
| 级别 | 交通工具种类                          | 收费（令吉） |
| ---- | ------------------------------------- | ------------ |
| 0    | 摩托车、自行车或拥有2轮以下的交通工具 | 免费         |
| 1    | 拥有2轴与3或4轮的交通工具，除了计程车 | 1.50         |
| 2    | 拥有2轴与5或6轮的交通工具，除了巴士   | 3.00         |
| 3    | 拥有3轴或以上的交通工具               | 4.50         |
| 4    | 计程车                                | 0.80         |
| 5    | 巴士                                  | 1.20         |